# جمعية الغد للشباب
جمعية الغد للشباب جمعية سعودية تتبع وزارة الموارد البشرية والتنمية الاجتماعية. وهي أول جمعية معنية بشؤون الشباب في السعودية. انطلقت نواتها في عام 2008 عبر منتدى للشباب السعودي، ثم اعتمدت كجمعية رسمية في عام 2014. تهدف الجمعية لتعزيز دور الشباب السعودي، وبناء وتطوير قدراتهم لتحقيق مساهمتهم الفعالة في رؤية السعودية 2030.

## الأهداف
تهدف الجمعية لتبني وإبراز النماذج الناجحة في مختلف المجالات من الشباب، وتحسين التواصل معهم وتطوير المعرفة بقضاياهم واحتياجاتهم، إضافة لزيادة مستوى التعاون والتنسيق بين الجهات المختصة بذلك. كما تعمل على تطوير المحتوى الموجه لبناء الأخلاق والقيم، واستقطاب الكفاءات وتحسين الحوكمة، وترويج العمل التطوعي لتقديمه كمكون من الهوية الوطنية السعودية.